# Iglesia de San Jaime (Garidells)
La iglesia de San Jaime es el templo parroquial de Garidells (Tarragona), consagrada a Santiago el Mayor. Está protegida como bien cultural de interés local .
La parroquia tiene como iglesia sufragánea la de San Fructuoso de les Gunyoles (La Secuita, Tarragona) y está adscrita al arciprestazgo del Alto Campo del arzobispado de Tarragona.

## Descripción
La iglesia parroquial de San Jaime es un edificio de una sola nave con capillas laterales, ábside plano y coro a los pies. La nave se cubre con bóveda de cañón con lunetos, y las capillas, con pequeñas bóvedas de cañón perpendiculares a la nave central. La fachada presenta una estructura simétrica, formada por tres cuerpos: en la parte central, que se corona a dos vertientes, está la puerta de acceso con dintel, enmarcada en piedra, y un óculo superior. A ambos lados hay cuerpos verticales con ventanas con dinteles tapiadas. El campanario es de base cuadrada y aberturas de arco de medio punto, con cubierta de pabellón.